# بحيرة مارتشيكا

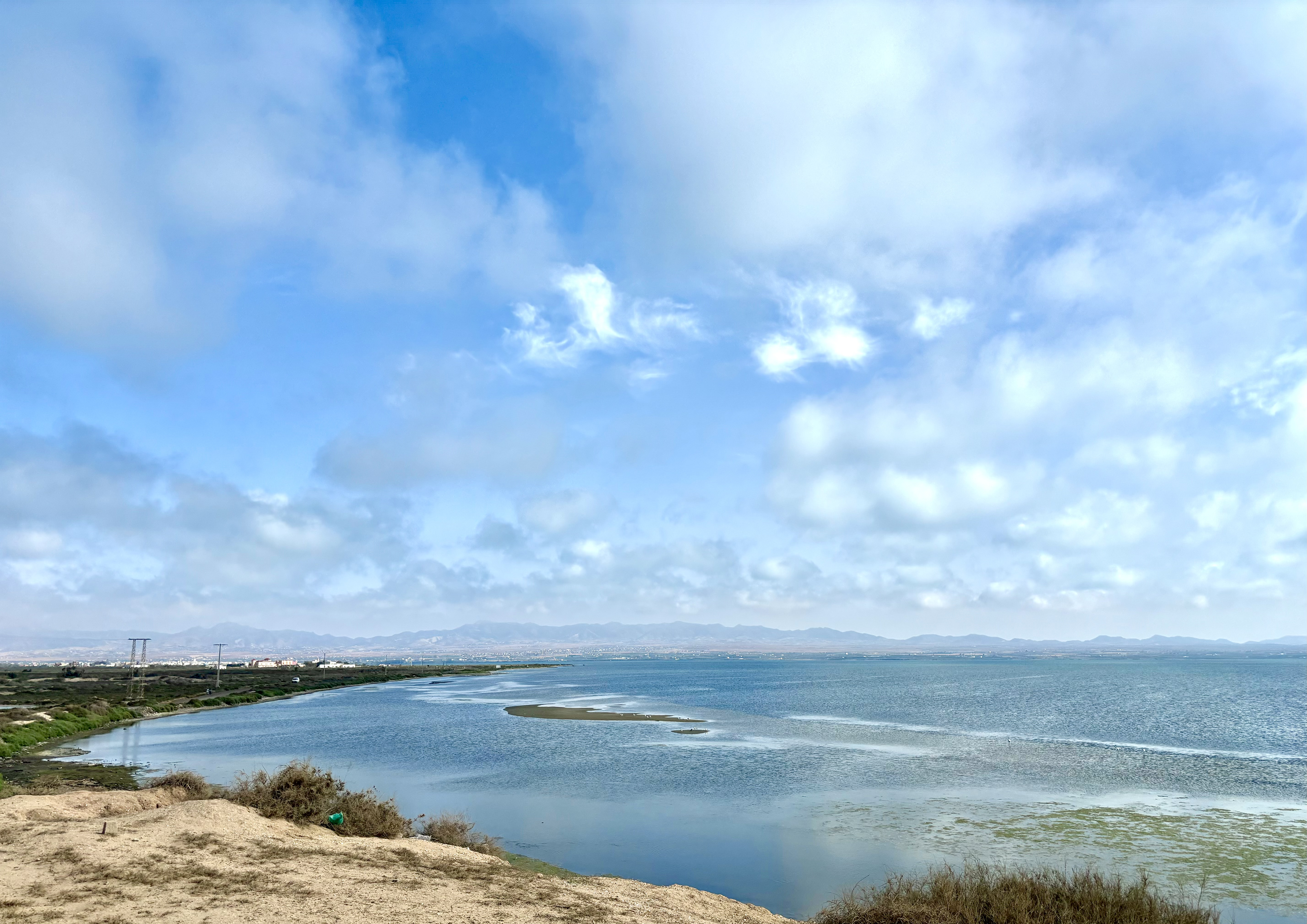
بحيرة مارتشيكا

بحيرة مارتشيكا هي بحيرة طبيعية شمال المغرب بمحاذاة مدينة الناظور، مُصنفة ضمن مواقع رامسر منذ 15 يناير 2005. تبلغ مساحتها حوالي 120 كم مربع، وعمقها بين 0.5 إلى 7 أمتار، وطولها 24 كم. تفصلها عن البحر الأبيض المتوسط شبه جزيرة بوقانا على شكل ممر بحري. 

## التسمية
مارتشيكا تعني البحر الصغير باللغة الإسبانية، وقد تمت تسميتها من قبل المستعمر الإسباني. [بحاجة لمصدر]
للبحيرة عدة تسميات باللغة الأمازيغية، مثل:
- “رَبْحَر اَمَزْيَانْ : البحر الصغير”
- ” رَبْحَر نمَّزُّوجَن : بحرُ مَزُّوجة”
- “سبخة نبويغمرات : سبخة ذات أضلع”
- “سبخة نْبُوعَرْك : سبخة ذات كتل رملية”. [بحاجة لمصدر]

## التاريخ
عرفت البحيرة مرور عدة حضارات متوسطية، انصب اهتمامها على الدور الاستراتيجي للبحيرة، خاصة الحضارة الرومانية.

## الجغرافيا
تقع بحيرة “مارتشيكا” على البحر الأبيض المتوسط، وتعتبر من أهم المحميات الطبيعية في المغرب،حيث تستقطب أنواعا نادرة من الطيور. تحاذي البحيرة مدينتي الناظور وبني انصار وقرية أركمان في إقليم الناظور بمنطقة الريف. [بحاجة لمصدر]

## مشروع مارتشيكا ميد
تم تنفيذ خطة منذ عام 2009 لتنقية هذه البحيرة من التلوث النتاج عن النشاط الصناعي ومياه الصرف الصحي، في إطار برنامج تطوير مارتشيكا ميد من طرف وكالة تهيئة موقع بحيرة مارشيكا، بميزانية قدرها 46 مليار درهم للفترة ما بين 2009 و2025. وقد ساهمت عملية إزالة التلوث من البحيرة وإنشاء فتحة ثانية لتجديد مياه البحر فيها في تحسين جودة مياه البحيرة. [بحاجة لمصدر]
يهدف هذا البرنامج إلى تحويل المشهد الطبيعي للمنطقة، من خلال تطوير 7 مشاريع هي مدينة أتالايون، مدينة البحيرتين، المدينة الجديدة للناظور، خليج الفلامينغو، مار شيكا الرياضية، بساتين مار شيكا، وقرية الصيادين. [بحاجة لمصدر]
تم توزيع الميزانية كما يلي:
- 13.6 مليار درهم للسكن.
- 3.3 مليار درهم للإقامة الفندقية.
- 3.1 مليار درهم للمعدات والخدمات.
- 8.3 مليار درهم للبنية التحتية.
- 17.6 مليار درهم مخصصة للتطوير. [بحاجة لمصدر]

## معرض الصور

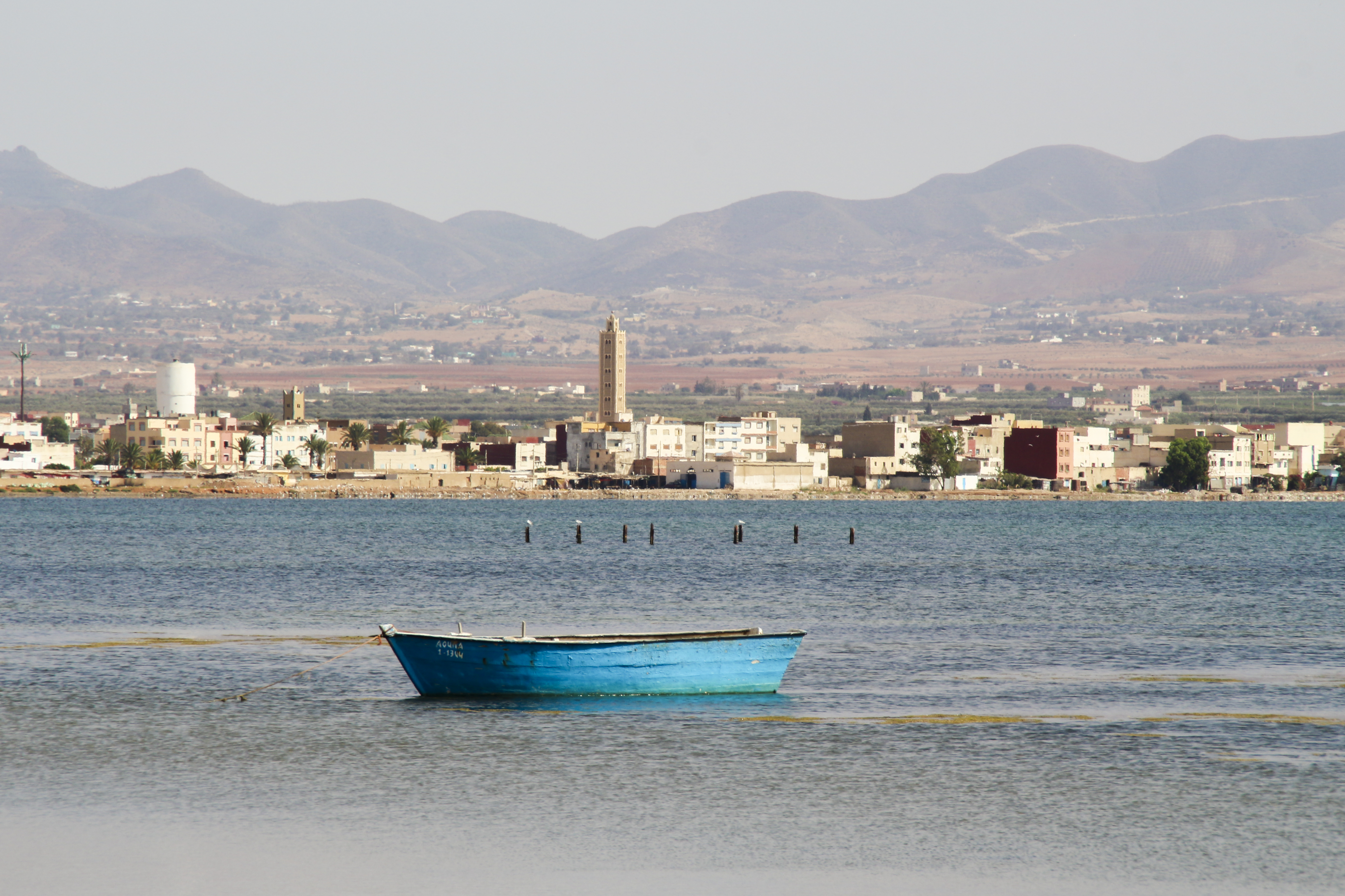
قرية أركمان من بحيرة مارتشيكا.